# Lion Chambers

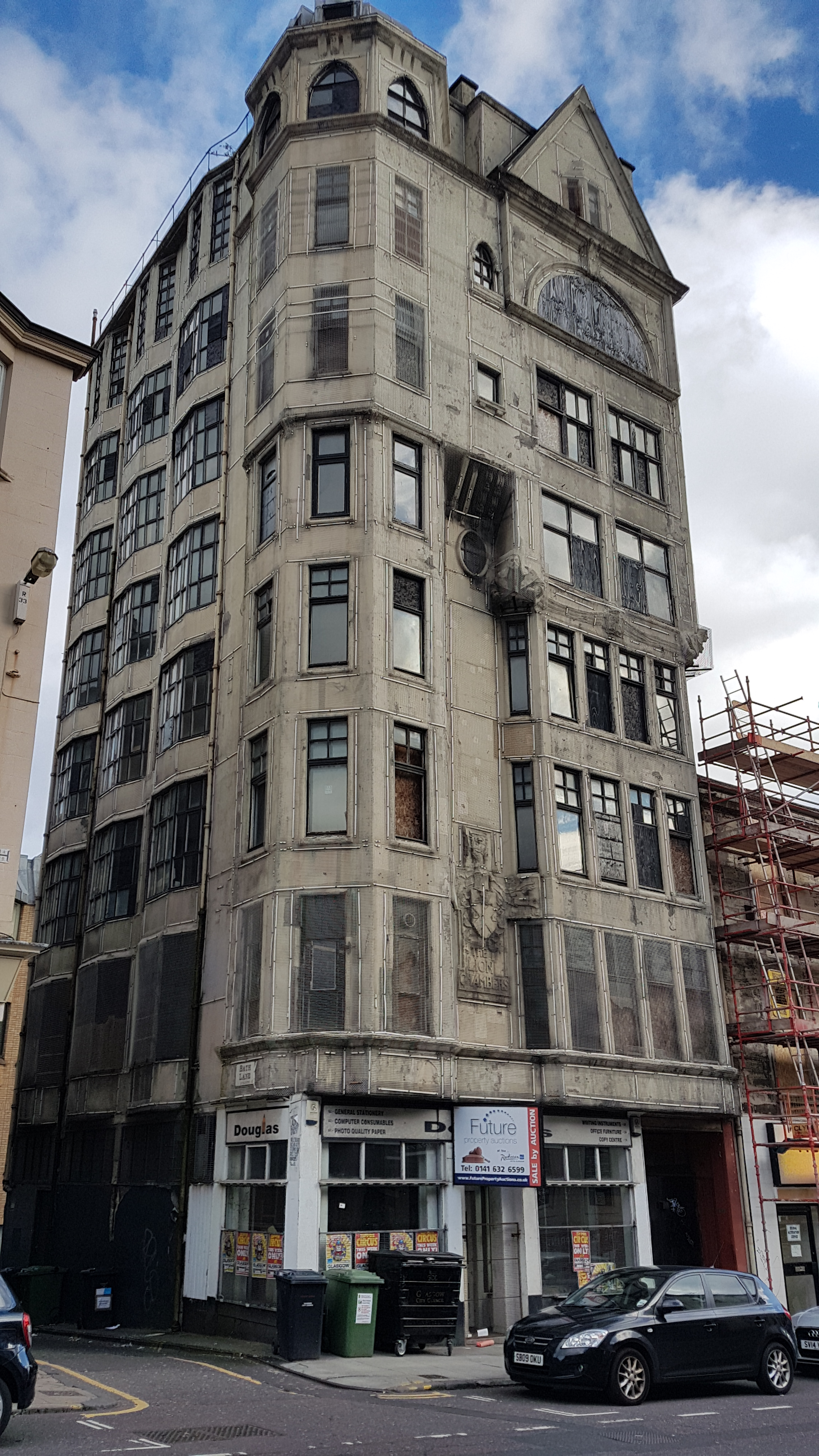
Lion Chambers

Das Lion Chambers ist ein Wohn- und Geschäftsgebäude in Glasgow aus 1906 und seit 1966 Baudenkmal der schottischen Denkmallisten in der höchsten Denkmalkategorie A.

## Geschichte
Von 1904 bis 1906 baute Salmon Son & Gillespie (James Salmon und John Gaff Gillespie) mit dem System Hennebique für den Rechtsanwalt und Mitglied des Glasgow Art Club, William G. Black, das Lion Chambers. Es war das zweite Gebäude in Glasgow und eines der ersten Bauwerke aus Stahlbeton in Großbritannien. Der Ingenieur Louis Gustave Mouchel beaufsichtigte die Bauarbeiten.
Im Jahre 1997 wurde das leerstehende Gebäude in das Register gefährdeter denkmalgeschützter Bauwerke in Schottland aufgenommen. Auf Grund der vielschichtigen Eigentümerstruktur wurde kein Plan zur Restaurierung und Weiternutzung gefunden. 2023 wurde der Zustand der Lion Chambers als sehr schlecht bei kritischer Gefährdung eingestuft.

## Beschreibung
Der achtstöckige Jugendstilbau steht an der Einmündung der Bath Lane in die Hope Street im Zentrum Glasgows. Seine Fassaden sind nicht symmetrisch aufgebaut. Ebenerdig sind Ladengeschäfte mit Schaufenstern eingerichtet. Die Gebäudekante ist abgekantet. Im obersten Stockwerk schließen die Fenster dort mit Parabelbögen. Darauf sitzt eine oktogonale Kuppel. Zwischen dem ersten und zweiten Stockwerk ist eine skulpturierte Platte eingesetzt. In Höhe des dritten Obergeschosses treten Skulpturen aus der Fassade heraus. Entlang der Bath Lane ist die Fassade in drei flachen Bögen geführt.